# Anny Duperey
Anny Duperey (* 28. června 1947 Rouen jako Anny Ginette Lucienne Legras) je francouzská herečka, modelka, spisovatelka a filantropka.
V osmi letech přišla o rodiče vinou náhodného úniku plynu v jejich domě a vychovávala ji babička, jejíž rodné příjmení si zvolila jako umělecký pseudonym. Je absolventkou Conservatoire national supérieur d'art dramatique. V roce 1967 ji Jean-Luc Godard obsadil do filmu Deux ou trois choses que je sais d'elle. Hrála ve filmech Život plný malérů, Stavisky, Žádný problém, Záletník, Z pekla k vítězství, Otec a otec, Germinal, Pozvánka k tanci a dalších. Je také známá z televizních seriálů Úžasná rodina, Jedna a jedna je šest a Clara Shellerová. Hrála v divadlech Théâtre de la Ville, Théâtre d'Orsay, Théâtre Montparnasse a Théâtre des Champs-Élysées a spolupracovala s režisérem Jeanem-Louisem Barraultem.
V roce 1977 vydala svůj první román L'Admiroir, za který získala Prix Alice-Barthou. Je také autorkou vzpomínkové knihy Le Voile noir a životopisu svého otce, fotografa Luciena Legrase. Je autorkou scénáře k televiznímu filmu La Face de l'ogre.
Za roli ve filmu Záletník byla v roce 1977 nominována na César pro nejlepší herečku ve vedlejší roli. Pětkrát byla nominována na Molièrovu cenu.
Je známá svými aktivitami ve prospěch SOS dětských vesniček a organizace Le Rire médecin. Za tuto svoji činnost obdržela v roce 1997 Řád čestné legie. Podílela se na kampani Lionela Jospina před prezidentskými volbami v roce 2002.
S hercem Bernardem Giraudeauem má dvě děti a je čtyřnásobnou babičkou. Jejím současným partnerem je Cris Campion.